# Берёзовское сельское поселение (Новоаннинский район)
Берёзовское се́льское поселе́ние — муниципальное образование в составе Новоаннинского района Волгоградской области.
Административный центр — хутор Берёзовка 1-я.

## История
Берёзовское сельское поселение образовано 21 декабря 2004 года в соответствии с Законом Волгоградской области № 970-ОД.

## Население
| 2010  | 2012  | 2013  | 2014  | 2015  | 2016  | 2017  |
| ----- | ----- | ----- | ----- | ----- | ----- | ----- |
| 1237  | ↘1202 | ↘1178 | ↘1159 | ↘1149 | ↘1140 | ↘1132 |
| 2018  | 2019  | 2020  | 2021  |       |       |       |
| ↘1124 | ↘1106 | ↘1102 | ↘1072 |       |       |       |

## Состав сельского поселения
| № | Населённый пункт | Тип населённого пункта        | Население |
| - | ---------------- | ----------------------------- | --------- |
| 1 | Берёзовка 1-я    | хутор, административный центр | 698       |
| 2 | Берёзовка 2-я    | хутор                         | 268       |
| 3 | Поповский        | хутор                         | 96        |
| 4 | Ярыженский       | хутор                         | 171       |
| 5 | Ястребовский     | хутор                         | 4         |